# Дыхание грозы
«Дыхание грозы» (бел. Подых навальньніцы) — белорусский художественный фильм, снятый в 1982 году Виктором Туровым по одноимённому роману Ивана Мележа. Является продолжением художественного фильма «Люди на болоте», созданного в 1981 году. Сюжет кинокартины развивается на фоне становления советской власти в полесской деревушке Курени.

## Сюжет
Является вторым фильмом из цикла «Полесская хроника».

Полесье… Затерянная в болотах деревня Курени… Драматично складывается судьба куреневского парня Василя — рушится его мечта о своей земле: гордая красавица Ганна из-за ложной обиды выходит замуж за нелюбимого Евхима Глушака. Раздавлена, обманута в первой доверчивой любви Хадоська. В годы сложного поворота в жизни деревни брало начало не только доброе, но происходило немало и такого, что вызывало остроту отношений, рождало недоверие и сомнение. Но в людях мудрых своим трудом, любящих свою тяжелую землю, живут песня и юмор, мечта и надежда на лучшую долю, все больше утверждается мысль, что сделать это возможно только вместе, сообща, одним коллективом… Простившись с героями фильма «Люди на болоте» в 26 году мы снова встречаемся с ними в 29-м…
— Из вступительной заставки фильма

### Первая серия
Первая сцена — в мечтах Василь целует Ганну. Лето. Рядом с сенокосом молодой человек бежит за родителями Хадоськи и просит её отца отдать за него дочку. Отец Хадоськи снова не даёт согласие и упрекает парня в том, что тот плохой жених. Парень говорит, что скоро в Куренях появится колхоз, и тогда молодые не умрут с голоду. Тем временем Ганна успокаивает дочку Верочку в коляске на лугу. Старый Глушак говорит Ганне, что лучше бы она взяла в руки грабли. Василь с родителями также работают на сенокосе. Появляется Апейка. Селяне ждут, что он начнет агитировать за колхоз. Но он берёт в руки косу и шутливо говорит, что приехал поработать, чтобы заработать дополнительных денег.
С воза соскакивает девушка — учительница из Глинищ — и подбегает к Ганне. Они здороваются, разговаривают. Ганна рассказывает, как поменялась её жизнь после рождения дочки от нелюбимого мужа. Учительница зовёт Ганну к себе, в город. Ганна обеспокоено говорит Евхиму, что Верочка покраснела и как-то тяжело дышит. Отец отвечает, что жарко и всем тяжело дышать. Односельчанин советует отвезти девочку ко врачу в Юровичи. Старый Глушак не даёт согласия.
Вечером женщины моются в реке и говорят о наступающей коллективизации. Темнеет, сельчане усаживаются у костра. Чернушка рассказывает, что такое же хорошее сено было и в тот год, когда немцы пришли с войной. Разговор снова возвращается к колхозам. Василь говорит, что нет такого закона, чтобы силой отнять у селянина коня и землю. Чернушка жалуется, что один работает, а другой как был лентяем, так им и останется. Тем не менее, односельчане соглашаются в одном: если власть «попросит» — никто не сможет возразить. Активисты стоят на своём — машину и удобрения деревня получит только тогда, когда будет создана артель. В результате встаёт вопрос о том, что с сегодняшнего дня в Куренях должен появиться колхоз, а кто против колхоза — тот против советской власти. Андрей Рудой отмечает, что так народ только больше испугается. Селяне с тяжкими мыслями расходятся по домам.
На следующий день селяне снова работают на сенокосе. Собирается гроза, Алёна Дятлик будит отца и маленького Володьку, которые прилегли у стога. Начинается дождь. Ганна говорит Глушаку, что Верочка, по всей видимости, заболела. Степан сочувствует Ганне и малышке, которая всё время плачет. Глушак не соглашается отвезти девочку к доктору, а вместо этого молится Богу. Даже Евхим равнодушен к своему ребёнку. Ганна решает идти с дочкой на руках одна. Глушачиха со слезами отговаривает её. Наконец Евхим запрягает коня и везёт жену с дочкой ко врачу.
Селяне тем временем прячутся от дождя в шалашах. В одном из них Иван Анисович задумчиво ведёт речь с Миканором о том, как сделать так, чтобы мужик поверил в большевистскую коллективизацию. Он искренне сочувствует нелёгкой доле селянина. Спрятавшись от дождя, у реки Хадоська разговаривает со своим женихом. Девушка то с юмором, то всерьёз отвечает искренним чувствам парня. Хадоська уже не верит словам о любви, несмотря на то, что Хоня открывает ей свою душу.
Траурная процессия. На кладбище убитая горем Ганна плачет над маленьким гробом. Седой Чернушка, мрачный Евхим и другие мужчины опускают гроб в землю. Священник проводит похоронный обряд. Глушак и Чернушка ставят крест над могилкой. Ганна обвиняет старого Глушака в том, что это он погубил Верочку. Женщины отводят и успокаивают Ганну. Хадоська случайно видит воз, на котором Чернушки едут с похорон. Она с безразличием следит за скорбной Ганной. Вечером Степан со всей искренностью хочет помочь хоть в чём-то Ганне, но она отвечает, что ей ничего не нужно.
Одним утром Ганна говорит, что идёт навестить своих родителей. Евхим ей отвечает, что хватит уже к ним ходить, дети ещё обязательно будут, а сейчас нужно идти работать в поле. Ганна отказывается, и Глушачиха упрекает её в том, что благосостояние семьи для неё ничего не значит. Ганна гордо отвечает ей, кто для неё настоящая семья. Евхим решает «воспитать» жену и до крови её избивает.
Василь с односельчанами строит дом для своей молодой семьи. Тем временем Ганна работает у своих родителей. Речь идёт о том, что более важно: хозяйство и благосостояние или счастье. Ганна не видит смысле в пустом богатстве, но родители говорят о том, что те, кто испытал голод, так не думают. Разговор перетекает в тему жизни и смерти.
Сцена создания колхоза. Дядька Иван с семьёй ведёт собственную корову и коня в общее хозяйство. Односельчане шутят, что не очень-то весело Ивану от этого «доброго» дела. Евхим смотрит на это без радости. Ганна и Василь встречаются взглядами. Мать Миканора также ведёт корову из своего хлева со слезами, но понимает, что должна дать пример односельчанам, её сын — председатель колхоза. Мужчины вносят рабочий инструмент, которые привезли селяне, в общее гумно. Они рассуждают о том, что только беднота отдала имущество в колхоз. Но обещают, что ещё покажут богатеем, кто был прав. Миканор носит в общее гумно мешки с зерном и ведёт разъяснительную беседу среди старых односельчан. По всей видимости, Василь остаётся пока в стороне.
За ужином в доме Василя идёт речь о создании колхоза. Родители Василя жалуются на тяжёлую судьбу простого селянина и решают не вступать в коллективное хозяйство. Василь думает о том, что нужно срочно достроить дом, и говорит, чтобы отец жены вместе с Петром помогли. Мария кормит сына и в разговоре поддерживает Василя. Тем временем во дворе старая Чернушка говорит мужу о том, что не нужно отдавать своё, хоть и небольшое, но в тяжёлом труде приобретённое имущество. Чернушка не верит в то, что этого можно избежать. В доме Хадоськи ложатся спать, отец беспрерывно жалуется на новых «хозяев». Жена просит его держать язык за зубами, она боится, что их большое хозяйство могут обложить большим налогом. В пустом хлеву сидит грустная мать Миканора и жалуется сыну на неясное будущее, Миканор настаивает на верности нового пути.
Василь пашет землю. Поодаль на своей «полосе» работают Чернушки. Ганна, перебирая картошку, раз за разом посматривает на Василя. К Василю подъезжает Миканор и предупреждает его о том, что тот пашет колхозную землю, тем самым нарушая закон. Василь отвечает Миканору, что колхоз забрал самую лучшую землю и не оставил ему выбора. Миканор зовет Василя в колхоз, но тот отказывается. Чернушка отправляет жену кормить скотину, а сам продолжает пахать. Ганна, воспользовавшись случаем, бежит к Василю. Чернушка, понимая чувства дочери, не возражает. Ганна спрашивает Василя, вспоминал ли он о ней. Он отвечает, что помнит всё, но говорит о том, что они уже стали чужими. Ганна рассказывает про опротивевшую жизнь с Глушаками, добрым словом вспоминает жену Василя. Ганна плачет и сожалеет о том, что так сложилась их жизнь. Она винит себя в этом и признаётся, что только Василь является смыслом её тяжёлой жизни.
Василь и Ганна начинают тайно встречаться на болотах. На одной встрече Ганна сожалеет, что Василь когда-то поверил в ложные слухи о ней и Евхиме. Ганна признаётся, что между ней и Евхимом не было близости до свадьбы. Василь и Ганна целуются. Тем временем Халимон Глушак приходит к родителям Миканора. Те наливают ему рюмку, и пьяный Корч со слезами жалуется на жизнь и просит справедливости. Приходит Миканор и советует Глушаку сдать всё до последнего фута в колхоз, а не прятать, как в прошлом году. В дом врывается Евхим и трясёт бумагой с непосильной величиной установленного налога. Миканор грозит «кулаку» ответственностью за срыв государственных заготовок. Евхим в ответ угрожает Миканору.
В Куренях распространяются слухи об отношениях Василя и Ганны. Денис Игнатович с Володькой узнают про это от односельчан. К Василю, который с роднёй работает на стройке дома, подходит Ларион и смеётся, что Василь как-то медленно строит их с Ганной совместное жильё. Алёна Дятлик бросается на Лариона и обвиняет его во лжи, которая спровоцирована чувством зависти. Василь также бранит его, строители расходятся. Мария, услышав всё это, отчаивается. Евхим жестоко избивает Ганну, когда сплетни доходят и до него. Халимон успокаивает его, когда видит, что Евхим может убить жену. Степан обещает заявить в милицию о рукоприкладстве брата. Старый Глушак напоминает сыну, что с самого начала был против их брака. Евхим в ярости запрещает Ганне уезжать из деревни.
Василь стоит в недостроеном доме, к нему подходит дед Денис и обзывает его «говнюком». Вечером Мария обвиняет Василя в измене с этой «сукой» Ганной. Василь со злостью отвечает жене, чтобы та замолчала. Утром на поле к Миканору подходит Степан и просит его принять в колхоз, но тот отказывает. Последняя сцена — Василь и Ганна встречаются на мосту, девушка говорит, что уедет из деревни в район.

### Вторая серия
Зима. Опечаленный Василь вспоминает встречи с Ганной. Приходит Евхим и угрожает Василю. День за днём мать и дед Денис пытаются вернуть Василя к нормальной жизни, уговаривают забыть Ганну. Однажды Василь не выдерживает и убегает, чтобы не слышать упрёков.
На реке к Василю подходит Миканор и снова заводит речь о новой жизни в колхозе. Председатель обвиняет Василя в «тёмности» и отсталости. Василь со злостью требует, чтобы Миканор отстал от него и перестал агитировать вступить в колхоз. Миканор многозначительно отвечает, что «быстро за таких возьмутся, привыкли, что играются с ним». На болоте Василь встречает Чернушку, они разговаривают о Ганне и её тяжёлой судьбе. Старик просит Василя как-то помочь его дочке, но сделать это нелегко. За всем якобы следит Халимон Глушак.
Утром руководство колхоза занимается переделом земли. Отец Хадоськи решает сорвать это дело. Василь его отговаривает, потому что дело может обернуться тюрьмой. Однако старик выбегает на поле и нападает на активистов. Завязывается драка, в результате которой связанного старика кладут на воз и увозят. Василь наблюдает за этим со стороны. На болоте Глушак с семьёй встречают Миканора и Василя. Евхим угрожает Миканору, говорит, что тот на себя слишком много берёт. Халимон успокаивает сына, но Евхим предупреждает, что придёт время, и они с председателем встретятся наедине. Результатом сцены становится конфликт Василя и Миканора. Миканор объявляет, что земля, на которой Василь посеял озимые, является собственностью колхоза и не принадлежит Дятлику. Между Василем и Миканором почти разгорается драка, их разнимает родня.
Ночью в кровати Мария рассуждает о том, что, вероятно, между Василем и Ганной действительно ничего не было, это были просто слухи. Она обещает любить Василя всю жизнь, целует его. Затем она кормит сына, который вдруг расплакался, Василь помогает ей успокоить малыша. Тем временем в доме Глушака за столом идёт разговор о том, как расправиться с Миканором. Халимон говорит Евхиму, что сейчас не то время, у Миканора власть. Но в газетах пишут, что скоро начнётся война с Польшей, и Глушак уверен, что нужно подождать этого момента. Пьяный Евхим говорит, что остался единственный выход — вступить в колхоз. Мать напугана словами сына, но тот продолжает, что сам с радостью вступил бы в колхоз, но его не возьмут из-за классовых мотивов, несмотря на то, что его жена из рабочих.
В деревне похороны. Ганна сидит возле могилки дочери, рядом с ней Хадоська. Она со слезами просит у Ганны прощения за всё, обнимает её, рассказывает, как просила прощения в молитвах к Богу. Ганна не держит зла на Хадоську. Подходит Хоня и зовёт девушек пойти вместе с односельчанами проводить покойницу. По дороге Ганна говорит Хадоське и Хоне, что им нужно пожениться.
Возвращается домой отец Хадоськи. Заходит разговор о свадьбе. Хадоська настаивает, чтобы венчание происходило в церкви. Хоня отвечает, что лучше это сделать в сельсовете, потому что ему, как комсомольцу, стыдно делать по-другому. В результате парень соглашается с невестой, но она ставит новое требование — нужно «выписаться» из колхоза, забрать имущество назад. Для Хони, который вместе с Миканором стоял у истоков колхоза, это позор.
Двор Глушаков. Евхим замечает Ганну, которая куда-то собирается, у неё в руках сумка. Евхим спрашивает, куда идёт жена. Ганна говорит, что хочет навестить родителей. Муж велит жене вернуться в дом, но она не слушает. Евхим хочет ударить Ганну, но за неё заступается Степан. Братья дерутся, их разнимает мать, Ганна убегает. Василь, который работает в поле, видит, как Ганна покидает деревню.
В доме Глушаков речь снова идёт о большевиках. Халимон надеется только на Бога. Евхим замечает, что Бог сейчас скорее на стороне их врагов. Он настаивает на том, что нужно как-то вступить в колхоз. Халимон понимает, что он единственный «кулак» в глазах власти и в колхоз его не возьмут. Спустя некоторое время Евхим пьяный едет на санях по деревне и поёт. Через окно его видят мать Хадоськи и Хоня, они разговаривают о будущей жизни молодых. Мать просит Хоню сейчас не спорить с дочкой, а уже после свадьбы сделать по-своему.
Чернушка несёт из леса вязанку хвороста. Тем временем Алёна Дятлик уговаривает сына вступить в колхоз. Вступили почти все: Петриковы, Сорока, даже Чернушка. Дед Денис поддерживает идею Алёны. Василь решает, что лучше податься на лесозаготовки. Жена пробует его отговорить. Тем не менее, Василь идет в Юровичи. По дороге заходит в Глинищи, чтобы увидеть Ганну, но не застает её. Молодая учительница Параска Алексеевна позже рассказывает Ганне про визит Дятлика.
Пьяный Евхим идет на кладбище, затем возвращается домой. Халимон, сидящий на крыльце, укоряет сына в том, что тот пропил хромовые сапоги и пиджак. Евхим объясняет, что пьёт не из-за Ганны, а из-за того, что новые порядки не дают спокойно жить. Халимон же отвечает, что нужно терпеть. В который раз Евхим говорит о намерении убить Миканора, его не пугают ни арест, ни Соловки. Отец не хочет слышать этих слов.
У бани разговаривают Миканор и Харитон. Председатель будто не всерьёз не разрешает парню венчаться в церкви, предлагает церемонию с музыкой в сельсовете. Когда он узнаёт о втором условии невесты, то становится серьёзным. Мнение Миканора: такую связь нужно обрубить, потому что это не по-комсомольски. Хоня не может представить свою жизнь без Хадоськи и говорит об этом Миканору. Партиец грозит собрать комсомольскую ячейку и голосовать за исключение Хони.
Сцена свадьбы Харитона и Хадоськи. Гости едут из церкви. Миканор не одобряет выбор Хони, однако в Глинищах присутствует. Пользуясь случаем, он заходит к Ганне. Одной из причин визита является его симпатия к девушке. Он одобряет решение Ганны бросить мужа-кулака, они говорят о том, как помочь Василю, как переубедить его насчёт колхоза. Миканор вдруг сватается к Ганне, но девушка только улыбается и говорит, что уже поздно. Тем не менее, девушка просит его навещать её, когда будет случай.
Василь с топором в руках выходит из зимнего леса. Он наблюдает за работой односельчан-колхозников в поле у стогов.

## Актёрский состав

### В главных ролях
- Елена Борзова — Ганна
- Юрий Казючиц — Василь
- Борис Невзоров — Евхим
- Александр Мороз — Миканор

### В ролях
- Юрий Горобец — Глушак
- Федор Шмаков — Зайчик
- Всеволод Платов — Игнат
- Владимир Кулешов — Прокоп
- Татьяна Мархель — Дометиха
- Светлана Кузьмина — Алёна Дятлик
- Павел Кормунин — дед Денис
- Надежда Бутырцева — Мария
- Мария Захаревич — Игнатиха
- Марина Яковлева — Хадоська
- Лилия Давидович — Глушачиха
- Людмила Писарева — Сорока
- Дмитрий Харатьян — Степан
- Геннадий Гарбук — Чернушка
- Виктор Шульгин — Даметик
- Ольга Лысенко — жена Чернушки
- Александр Лабуш — Хоня

### В эпизодах
- Леонид Дьячков — Апейка
- Вайва Майнелите — Вера, жена Апейки
- Августин Милованов — Зубрич
- Сергей Паршин
- Анастасия Иванова — Параска

## Создание фильма

### Предыстория
Иван Мележ является автором цикла романов «Полесская хроника»: «Люди на болоте» (1962), «Дыхание грозы» (1966) и «Метель, декабрь» (1976). Роман «Люди на болоте» он начал как лирическое произведение и назвал его «лирическим романом», а последующие романы трилогии писатель создавал уже как трагедийные романы-исследования. В них проявилась гражданская смелость и идейно-художественная масштабность в осмыслении сложных обстоятельств коллективизации на Полесье, жизни Беларуси в 1920—1930-х годах, правдивость и искренность автора в сочетании с его высокой профессиональной культурой, глубоким и тонким психологизмом, пониманием души белорусского селянина. Неповторимая художественная концепция тогдашней жизни народа, большое идейное содержание переданы через точную художественную форму и отличительные образы. «Полесская хроника» — глубокое философского-художественное осмысление жизни белорусского народа на важном историческом этапе, она стала национальной эпопеей.
По романам «Люди на болоте» и «Дыхание грозы» белорусским телевидением в 1965 году были созданы телеспектакли. Национальный академический театр им. Янки Купалы в 1966 году поставил спектакль «Люди на болоте» (режиссёр Б. Эрин), Гомельский областной театр и Театр юного зрителя — «Дыхание грозы» в 1978 году (инсценировка А. Попова), а в 1989 году — «Страсти эпохи» (по роману «Метель, декабрь»). В 1978 году был поставлен радиоспектакль «Багровый рассвет», написанный по романам «Люди на болоте» и «Дыхание грозы». Иван Мележ — лауреат Литературной премии имени Якуба Колоса (1962) за роман «Люди на болоте», а также Ленинской премии за романы «Люди на болоте» и «Дыхание грозы».
Режиссёр Виктор Туров совместно с оператором Дмитрием Зайцевым на киностудии «Беларусьфильм» поставили художественный фильм «Люди на болоте» в 1981 году, за который в 1984 году получили Государственную премию СССР.

### Съемочный процесс
Производство фильма осуществлялось на киностудии «Беларусьфильм» Творческим объединением художественных фильмов. В основу сценария лег текст романа «Дыхание грозы» Народного писателя Беларуси Ивана Мележа. Об особенностях своей кинокартины Виктор Туров высказывался:
«…и что касается „Дыхания грозы“, то он является прямым продолжением „Людей на болоте“ из „Полесской хроники“, хоть и несет в себе уже совсем новые смысловые и идейные нагрузки» Виктор Туров
Значительная часть фильма снималась на Витебщине, неподалеку от Лепеля, в деревне Волова Гора. Виктор Туров объяснял это тем, что собрать актёров на полесье очень тяжело, потому что далеко от Минска. Схожесть пейзажей Лепельщины и Полесья налицо, и здесь и там дома ставились с расчетом на возможное половодье. Некоторые сцены снимались и на Полесье — в районе Пинска, а также в Смоленске. Виктор Туров отмечал, что в городах Беларуси осталось мало дореволюционных строений, а в Смоленске, городе, который он хорошо знал, режиссёр без труда находил необходимые «декорации».
Во время проведения кинопроб перед съемками цикла «Полесская хроника» на роль Василя Дятлика претендавали 17 человек, в том числе Юрий Казючиц, а Елену Борзову отобрали на роль Ганны из 22-ух претенденток.
Композитор Олег Янченко совместно со звукорежиссёром Гернардом Босько за время создания фильма объездили белорусское Полесье, описывая аутентичный белорусский музыкальный фольклор, природные шумы и звуки сельского быта, чтобы создать целостное по аудиовизуальной образности, лирико-эпическое кинополотно.

### Премьера и прокат
Премьера фильма в СССР состоялась 29 ноября 1982 года. Кроме советского проката, кинолента выходила на экраны кинотеатров близкого зарубежья.
По сегодняшний день фильм демонстрируется по белорусскому телевидению в формате телеверсии.

## Критика и отзывы
Картины по романам Мележа стали вершиной творчества Турова, они являлись наиболее полной реализацией его творческого потенциала. В этих фильмах он передал не экзотику Полесья, но показал жизнь людей достойных уважения, трудолюбивых, честных; жизнь во всей её полноте — с жестокостью, бедами, горестями, любовью и страданиями. На сайте IMDb фильм «Дыхание грозы» имеет среднюю оценку 7,1 баллов из 10 на основе 47 голосов. Редакция сайта AllMovie оценила фильм на 5,5 баллов из 10.

Журналист Н. Лагина отмечает, что неспешность действия, замедленное его развитие при всей «многонаселенности» фильма, богатство сюжетных линий порой размывают зрительское внимание, рождают ощущение статичности, снижают эмоциональную силу произведения. Вместе с тем она признает, что фильм покоряет мастерством изобразительного решения, которое чудесно передает красоту природы, земли, красоту пашни и сенокоса, любого сельского труда, даже такого штриха, как работа землемеров. По её мнению, камера оператора Дмитрия Зайцева вместе с точной работой художника Алима Матвейчука создает романтический образ этой красоты.
«Очень убедительный образ председателя колхоза Миканора (Александр Мороз) <…> Елена Борзова создает образ одновременно и трагический, и романтический, полный подлинной духовной мудрости ...» Н. Лагина, журнал «Советский экран»
В описательных титрах, которые появляются в самом начале фильма, упоминается, что преодолеть жизненные трудности жителям Полесья всегда помогали чувство юмора, песни и танцы. Однако, как отмечает культуролог Ольга Романова, в самом фильме нет ни жизнерадостных народных танцев, ни юмора, ни самоиронии. Музыкальным лейтмотивом служит тягучее, минорно-тревожное голосовое пение, а самую запоминающуюся песню тянет дрожащим голосом оставленный Ганной пьяный кулак Евхим: «Чаму ж мне не пець, чаму ж не гудзець…».

## Продолжение
В 1984 году Виктор Туров снял 8-серийный телефильм по мотивам «Полесской хроники». В нём режиссёр объединил материалы двух своих кинолент из этого цикла, а также специально снятый односерийный телевизионный фильм «Апейка».